# Assassin's Creed: Bloodlines
Assassin's Creed: Bloodlines (укр. Кредо Асасина: Родовід) — відеогра в жанрі стелс-екшну, випущена ексклюзивно для PlayStation Portable, частина серії Assassin's Creed, події гри продовжують сюжетну лінію Assassin's Creed. Гра розроблена Ubisoft Montreal спільно з Griptonite Games та випущена Ubisoft 10 листопада 2009 року в США і 20 листопада 2009 року в Європі.

## Ігровий процес
Головним героєм гри виступає Альтаїр — предок Дезмонда із старшої гри серії Assassin's Creed. На відміну від Altaïr's Chronicles для Nintendo DS та iPhone OS, геймплей Bloodlines схожий з механікою оригінального Assassin's Creed, де гравець може вільно подорожувати простором ігрового світу.
Керування в грі було адаптоване під можливості консолі. Через це деякі особливості Assassin's Creed, наприклад Орлиний зір, були видалені. В порівнянні з комп'ютерною грою, був знижений рівень AI комп'ютерних супротивників, що полегшило боротьбу з ними. Крім цього, була додано можливість миттєвого вбивства мети, якщо вона впала.
Іншою відмінністю гри стало практично повна відсутність городян на вулиці, чого не було в першій грі. Однак вони будуть реагувати на поведінку Альтаїра: його стрибки по будівлях і біг по вулицях міст. Унаслідок керування була спрощена система обману варти.
Крім цього, були додані нові технології вбивства, а також повернулася зброя з першої гри. Для покращення продуктивності, анімація вбивства була спрощена.
Події гри розгортаються в 2 містах: Лімасолі та Кіренії. Їхній зовнішній вигляд вельми схожий до міст першої гри, що також посилюється схожою атмосферою. Через невеликий сетинґ, верхова їзда була видалена з Bloodlines. Як і раніше, Альтаїр може оглянути місто із вершин високих будівель.

## Сюжет

### Перший блок пам'яті
Гра починається з атаки Альтаїра на тамплієрський порт Акри, звідки храмовники відпливають на захід. Там він зустрічає Марію Торп, колишню слугу Робера де Сабле. Вона також бажає відплисти на Кіпр, але новий магістр ордена Арман Бушар негативно ставиться до цієї ідеї, як і до самої Марії.
Альтаїр нападає на Марію, і перемагає її. Проте вбивця зберігає їй життя, беручи в полон. У розмові з нею він дізнається про те, що храмовники бажають повернути захоплене ними Яблуко Едему. Отримавши інформацію про те, що Річард I продав Кіпр тамплієрам, Альтаїр вирішує вирушити на острів, щоб дізнатися плани своїх ворогів.

### Другий блок пам'яті
Ассасин разом з Марією прибуває в Лімасол. У місцевому порту він зустрічає патруль. Там Альтаїр знайомиться з представником місцевого опору — Олександром. Від нього він отримує дані про те, що лідер місцевого відділу тамплієрів знаходиться в місцевому замку. Шпигун повсталих — Осман, повідомляє Альтаїра про завершення будівництва на острові архіву, де зберігається зброя та інформація. Після цього, герой вирішує потрапити в місцеву цитадель.
При проникненні відбувається сутичка з начальником охорони — Фредеріком Рудим, в ході якої той гине. Після цього Альтаїр повертається на конспіративну квартиру опору, але її відвідали тамплієри, і викрали Марію. Вбивці вдається відстежити її до Соборної площі, де магістр Бушар під охороною звинувачує народ острова у вбивстві Фредеріка. Марія повідомляє Бушара про прибуття Альтаїра, але той наказав заарештувати її, вважаючи учасницею змови ассасинів.
Альтаїр звільняє її, але Марія все-одно вважає його своїм ворогом. Після цього вони зустрічаються з Олександром, і той каже про від'їзд Арманда в Киренію, куди за чутками були відправлені й артефакти. Через це Альтаїр і Марія відправляються туди.

### Третій блок пам'яті
Під час прибуття в порт, на корабель нападають пірати. Марію рятує бунтівник Маркос. В їх відділі Альтаїр зустрічається з представником місцевого відділу повсталих в Киренії — Варнавою, який повідомляє йому про замок Буффавенто. Там Арманд тримає бранців, а також зберігає важливе майно ордену.
На прохання Варнави, Альтаїр вбиває місцевого купця Йону. На Марію і Маркоса нападають тамплієри, під командуванням релігійного фанатика Молоха (прізвисько «Бик»), проте ассасин рятує їх. Смерть купця викликає серйозні заворушення, проте глава відділу говорить про благо цього злочину для повстання. Альтаїр відправляється в місцевий замок, і після довгої сутички вбиває Молоха.

### Четвертий блок пам'яті
Повернувшись назад, Альтаїр виявляє, що тамплієри полонили всіх повсталих, а Варнава виявився їх агентом. Ассасин не дає храмовникам стратити бунтівників, і звільняє полонених. Але Марію забрав син Молоха — Шалім, і після розмови з Маркосом, Альтаїр вирішує відправитися до Темного Оракулу, за допомогою якої Арманд Бушар знає про всі дії і плани опору.
Проникнувши в замок Буффавенто, вбивця дізнається про втечу Марії, а також про те, що Олександр працює на тамплієрів. Оракул, зустрівши Альтаїра, нападає на нього, і йому доводиться вбити її.

### П'ятий блок пам'яті
Повернувшись назад, ассасин вирішує знайти Шаліма, і від нього дізнатися про його орден і архіви. Для цього Альтаїр спочатку вбиває його супутників, а потім починає шукати ченця, якому сповідається його мета. Але священика вбиває таємничий вбивця, так що залишається тільки знайти Шаліма в гавані.
Там герой зустрічає Марію, що прямує в замок Святого Іларіона. Проникнувши у фортецю, Альтаїр знаходить Великий зал, і пізніше бореться з Шалімом та його братом Шахаром. В ході бою ассасин вбиває їх обох. Повернувшись в Киренію, Альтаїр дізнається про те, що кораблі тамплієрів залишають міські гавані Киренії і повертаються в Лімасол.

### Шостий блок пам'яті
Прибувши туди, герой зустрічається з Олександром, і звинувачує того у зраді повстання, але тим не менше він виявляється ні причому, а інформація про зраду Олександра — брехня. Виявляється Олександр думав що зрадник Альтаїр. Проте вбивство Іони згуртовує інших навколо свого лідера, який до того ж говорить про недавні грабування і вбивства, скоєних храмовниками в Лімасолі.
Через це Альтаїр вирішує помститися тамплієрам, і нападає на їх піратський корабель. Крім цього, він вбиває інших міських представників ордену. Допитавши одного з них, герой виходить на міського кравця Дімітріса, але того вбивають метальним ножем. Повернувшись в штаб повстанців, Альтаїр знаходить лист від Олександра, який просить про зустріч у внутрішньому дворику замку. Але там ассасин знаходить лише його бездиханне тіло. Його вбивцею виявляється людина, що видавав себе за Варнаву.
У цей час міська юрба знаходить Альтаїра, і він використовує Яблуко Едему. Розповівши їм про тамплієрський обман, йому вдається заспокоїти людей. Найманий вбивця намагається відняти артефакт, але його вбиває Марія. Після цього на них нападають храмовники, і вони знаходять потаємний хід всередину замку.

### Сьомий блок пам'яті
Альтаїр виявляє себе в архіві, що знаходиться всередині замку Лімасола. Прориваючись з боями через варту, він виявляє Бушара, що б'ється з Марією. Альтаїр нападає на нього, і в ході бою магістр розповідає про причини прибуття тамплієрів.
Довгі десятиліття острів належав їм, так як візантійські імператори з династії Комнінів визнавали їх авторитет і владу. Тільки Ісаак Комнін, що проголосив себе правителем Кіпру, через свою дурість втратив свою корону. Побоюючись того, що архіви дістануться Річарду I, храмовники викупили острів у нього. Але тепер прийшов час покидати Кіпр, так як артефакти, вже доставлені в інше місце.
Арманд говорить Альтаїру, що той повинен дати ордену спокій. На що вбивця говорить про те, що Яблуко Едему залишиться у нього, так як тамплієри втратили сенс у своїй вірі. Альтаїр вбиває свого супротивника, і рятує Марію із зруйнованої будівлі архіву.

## Бонуси
У 2009 році на виставці E3 було оголошено про те, що при підключенні системи PlayStation Portable до PlayStation 3 (з грою Assassin's Creed II) і синхронізації даних в обох іграх даються бонуси. Наприклад, в AC2 стане доступно зброя всіх 6 босів гри Bloodlines та збільшиться кількість грошей. У грі для PSP, при цьому збільшується рівень здоров'я, змінюються контратаки, і з'являється можливість блокувати удари прихованим клинком. Також гравцю надається можливість користуватися клинком як арбалетом. Всі ці можливості стануть доступні тільки при повному проходженні обох ігор.

## Відгуки
| Агрегатор    | Оцінка |
| ------------ | ------ |
| GameRankings | 63.63% |
| Metacritic   | 63/100 |

| Видання  | Оцінка |
| -------- | ------ |
| 1Up.com  | B-     |
| GameSpot | 5.5/10 |
| GameSpy  | 2.5/5  |
| GameZone | 5.3    |
| IGN      | 6.9/10 |